# Tezonapa
Tezonapa es una localidad del estado mexicano de Veracruz. Es cabecera del municipio de Tezonapa.

## Demografía
| Censo | Población |
| ----- | --------- |
| 1910  | 121       |
| 1921  | 349       |
| 1930  | 606       |
| 1940  | 255       |
| 1950  | 1 582     |
| 1960  | 2 286     |
| 1970  | 3 506     |
| 1980  | 4 581     |
| 1990  | 5 378     |
| 1995  | 5 051     |
| 2000  | 4 992     |
| 2005  | 4 725     |
| 2010  | 5 376     |
| 2020  | 5 653     |